# Ácido elaídico
El ácido elaídico es un ácido graso trans de fórmula CH3-(CH2)7-CH=CH-(CH2)7-CO2H.   Este compuesto químico ha atraído mucho la atención debido a que es el principal ácido graso trans encontrado en los  aceites vegetales hidrogenados, y las grasas trans están relacionadas con las enfermedades cardíacas.
Es el  isómero trans del ácido oleico.  Proviene de la elaidización de este ácido graso.  

## Aparición y bioactividad
El ácido elaídico se produce de manera natural en pequeñas cantidades en la leche caprina y bovina (aproximadamente el 0,1% de los ácidos grasos) y en algunas carnes.  También comprende el 2,50% de las grasas del fruto de la especie  Durio graveolens.
El ácido elaídico aumenta la actividad de la proteína de transferencia de colesterilester (CETP) en plasma que reduce el colesterol HDL.